# Il leader
Il leader (Caïd) è una serie televisiva francese del 2021 di genere thriller creata da Ange Basterga e Nicolas Lopez. La serie è stata pubblicata su Netflix il 10 marzo 2021 ed è composta da 10 episodi.

## Trama
Tony è un giovane rapper e commerciante di una città del sud della Francia. L'etichetta della sua casa discografica gli manda un regista, Franck e un cameraman, Thomas, per girare una clip. I due uomini diventano testimoni di una faida.

## Personaggi e interpreti
- Tony, interpretato da Abderamane Diakhite.
- Moussa, interpretato da Mohamed Boudouh.
- Franck, interpretato da Sébastien Houbani.
- Steve, interpretato da Idir Azougli.
- Thomas, interpretato da Julien Meurice.
- Mabs, interpretato da Abdillah Assoumani.
- Kylian, interpretato da Mohamed Souare.
- Blanche Neige, interpretato da Yvan Sorel.
- Thomas (voce), interpretato da Jean-Toussaint Bernard.
- Alex, interpretato da Alexy Brun.
- Zimo, interpretato da Nazim Kaabeche.
- Bruno du label (voce), interpretato da Romain Vissol.
- Jess, interpretato da Siti Hamadi.
- Houda, interpretata da Houda Salhi.
- Kilian, interpretato da Kilian Da Costa.
- Ahmed, interpretato da Jafar Moughanim.

## Produzione
La serie è un adattamento del film Caïd del 2017, scritto, diretto e autoprodotto da Nicolas Lopez e Ange Basterga. Il film è stato girato in soli quattro giorni con attori non professionisti e ha vinto il premio per il miglior lungometraggio al Festival Polar de Cognac. La casa di produzione Frenchkiss Pictures e Netflix hanno poi deciso di realizzarne una serie. La sceneggiatura viene adattata dai due registi in 10 episodi da 10 minuti, in collaborazione con Nicolas Peufaillit (sceneggiatore de Il profeta di Jacques Audiard). La serie è stata girata a Martigues nel 2020, con la stessa troupe di attori e con la tecnica del found footage. Il trailer è stato pubblicato il 24 febbraio 2021.